# Angaturama
Az Angaturama a hüllők (Reptilia) osztályának dinoszauruszok (Dinosauria) csoportjába, ezen belül a hüllőmedencéjűek (Saurischia) rendjébe, a Theropoda alrendjébe és a Spinosauridae családjába tartozó nem. Egyetlen ismert faja az Angaturama limai.
Az Angaturama limai és az Irritator challengeri ugyanazon a helyen és ugyanabban az időben éltek. Sőt az újabb felfedezett kövületek szerint az A. limai maradványai az I. challengeri csontvázak kiegészítői. Egyre több bizonyíték van arra, hogy a két dinoszaurusz valójában egy fajt alkot. Ezek ellenére, azonban még mindig vannak olyan paleontológusok akik továbbra is külön fajként kezelik eme állatokat; ilyen például 2000-ben Kellner és Campos, valamint 2005-ben Machado és Kellner. 2017-ben Sales és Schultz őslénykutatók is találtak megkülönböztető jeleket a két dinoszaurusz között.

## Tudnivalók
Az Angaturama a Spinosauridae család egyik neme, amely a kora kréta korban élt. Az állatot a Santana-formációban fedezték fel, ez Északkelet-Brazíliában található. A típusfajt mészkőlerakódásban találták. A talált fosszília, egy koponyának a hiányos elülső része. Az új faj leírását, Alexander W. A. Kellner és Diogenes de A. Campos adta ki, 1996 februárjában. A dinoszauruszt, Angaturama limai, egy Tupi indiánok által tisztelt védelmező szellemről, Angaturamaról, és Murilo R. de Lima paleontológusról nevezték el. Murilo szólt először Kellnernek, 1991-ben, az új fajról.
Az Angaturama orra oldalt összeszűkült. A felső állcsontján egy taréj ült, de az alakját még nem tudják. Valószínűleg tápláléka nagy részét, halak tették ki.
Eredetileg az Angaturamát, „az első, koponyáról leírt, brazíliai dinoszaurusz”-ként emlegették, de a leírás nyomtatása közben, egy másik brazíliai spinosauridae koponya leírását is nyomtatták, Irritator néven. Sok paleontológus szerint az Angaturama és az Irritator egy fajba tartozik. Ez esetben az Irritator név kapna elsőbbséget.

## Fordítás
Ez a szócikk részben vagy egészben  az   Irritator#Synonymy with Angaturama című angol Wikipédia-szócikk ezen változatának fordításán alapul.  Az eredeti cikk szerkesztőit annak laptörténete sorolja fel. Ez a jelzés csupán a megfogalmazás eredetét és a szerzői jogokat jelzi, nem szolgál a cikkben szereplő információk forrásmegjelöléseként.